# Egg Pawn
Egg Pawn is een robot gemaakt door Dr. Eggman om Sonic tegen te houden. Egg Pawns zijn een van de terugkerende vijanden in de serie. Ze maakten hun debuut in Sonic Heroes.

## In de games
- Sonic Heroes: dit is het debuutspel van Egg Pawn, waarin hij een vijand is.
- Shadow the Hedgehog: hierin komt hij ook voor.
- Sonic Rush: Hij is hier een vijand.
- Sonic Rivals: hij is hier een vijand en een kaart.
- Sonic Rivals 2: hierin komt hij alleen als een kaart voor.
- Mario & Sonic op de Olympische Spelen: Egg Pawn is hier een vijand in verschillende evenementen.
- Mario & Sonic op de Olympische Winterspelen: hier is hij ook een vijand, net als in de voorloper van het spel.
- Sonic Colours: hier keert hij terug als een vijand.
- Sonic Generations: hier keert hij ook terug als een vijand.
- Sonic Lost World: hier keert hij ook weer terug als een vijand.

## Trivia
Egg Pawn speelt een rol zoals Goomba speelt in de Mario-serie.